# John Yate Robinson
John Yate Robinson (6. kolovoza 1885. — Roehampton, 23. kolovoza 1916.) je bivši engleski hokejaš na travi. 
Osvojio je zlatno odličje na hokejaškom turniru na Olimpijskim igrama 1908. u Londonu igrajući za Englesku. 
Školovao se na koledžima Radleyu i Mertonu gdje je stekao naslov Master of Arts. Igrao je hokej na travi za sastav oxfordskog sveučilišta, čijim je postao kapetanom.
Pripadao je regimenti North Staffordshire u kojoj je postao satnikom 1914. godine. Borio se na galipoljskom i u nezopotamskom bojištu u Prvom svjetskom ratu. Za svoje sudjelovanje je odlikovan ratničkim križem.
Umro je u Roehamptonu od rana koje je zadobio na ratištu prigodom akcije kod El Hannaha u Mezopotamiji.